# Arôme
 (septembre 2024).

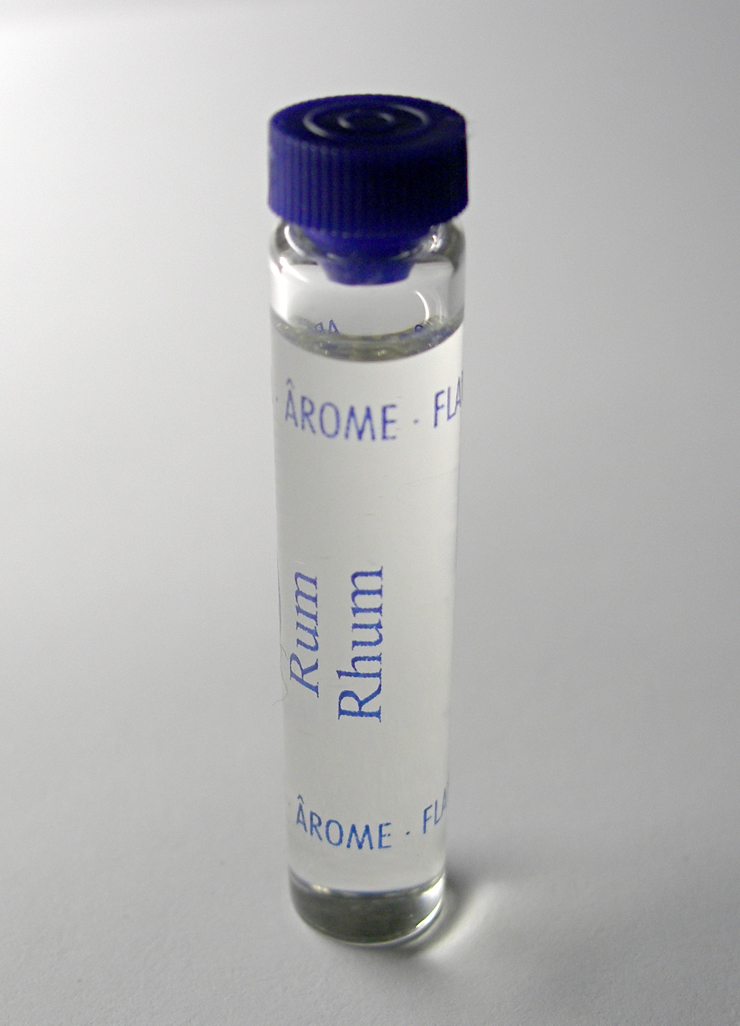
Un arôme.

Dans l'industrie alimentaire, ce qui est nommé réglementairement  arôme est une substance ajoutée à de la nourriture pour en changer l'odeur ou le goût. Le terme est mal choisi, parce qu'il crée une confusion entre ce qui devrait être nommé un "aromatisant", et l'arôme, qui est stricto sensu l'odeur d'une plante aromatique. 
Les fruits, légumes, épices, aromates, viandes, poissons, produits laitiers, contiennent des composés odorants, que les industriels de l'agroalimentaire souhaitent reproduire, standardiser, ou renforcer. Pour répondre à cette demande, des aromatisant sont créés par des "aromaticiens".

## Les différents «arômes» selon la législation européenne
La législation européenne, comme définie par le règlement 1334/2008, entend par arômes des « produits non destinés à être consommés en l'état, qui sont ajoutés aux denrées alimentaires pour leur conférer une odeur et/ou un goût ou modifier ceux-ci » (article 3.a du Règlement CE 1334/2008). Ils sont issus ou constitués des composants suivants : substances aromatisantes, préparations aromatisantes, arômes de fumée, arômes obtenus par traitement thermique, précurseurs d'arômes et autres arômes. L'étiquetage des arômes sur les produits finis est défini par le Règlement INCO (Information du Consommateur) 1169/2011.

### Substance aromatisante
Une substance aromatisante est une « substance chimique définie possédant des propriétés aromatisantes » (définition article 3.b du Règlement CE 1334/2008).
Une substance aromatisante est dite « naturelle » (encore un abus, puisque est en réalité naturel ce qui n'a pas fait l'objet de l'intervention par un être humain) quand elle est « obtenue par des procédés physiques, enzymatiques ou microbiologiques appropriés, à partir de matières d’origine végétale, animale ou microbiologique prises en l’état ou après leur transformation pour la consommation humaine par un ou plusieurs des procédés traditionnels de préparation des denrées alimentaires dont la liste figure à l’annexe II » (article 3.c du Règlement CE 1334/2008).
Les substances aromatisantes dites naturelles correspondent aux composés qui sont naturellement présents et identifiés dans la nature.
Exemples :
- la vanilline est un composé odorant présente naturellement dans la gousse de vanille, mais l'arôme de la gousse de vanille est due à de nombreux autres composés (on a pu isoler pas moins de 170 composés odorants[3]) ;
- l'eugénol est un composé odorant présent naturellement dans le clou de girofle (notamment) et l'arôme du clou de girofle est très proche de l'odeur de l'eugénol pur, car il en contient une forte  proportion.

Les substances aromatisantes peuvent également être issues d’autres sources naturelles que la source naturelle « première », il s’agit alors de synthétiser le composé et de le reproduire. D’autres composés, non identifiés dans la nature, peuvent également être plus puissants en goût que les composés ou mélanges de composés naturels. Par exemple, l'éthyl-maltol est 6 fois plus puissant que le maltol.

### Préparation aromatisante
C'est un produit autre qu'une substance aromatisante, obtenu à partir :
- de denrées alimentaires par des procédés physiques, enzymatiques ou microbiologiques appropriés, la matière étant prise soit en l’état, soit après sa transformation pour la consommation humaine par un ou plusieurs des procédés traditionnels de préparation des denrées alimentaires dont la liste figure à l’annexe II ;

et/ou
- de matières d’origine végétale, animale ou microbiologique, autres que des denrées alimentaires, par des procédés physiques, enzymatiques ou microbiologiques appropriés, la matière étant prise en l’état ou préparée par un ou plusieurs des procédés traditionnels de préparation des denrées alimentaires dont la liste figure à l’annexe II (Définition article 3.d du Règlement CE 1334/2008).

Il s'agit par exemple d'huile essentielle de cannelle ou d'absolue de poivre.

### «Arômes» obtenus par traitement thermique
Il s'agit de produits « obtenus par traitement thermique à partir d'un mélange d'ingrédients ne possédant pas nécessairement eux-mêmes des propriétés aromatisantes :
- dont au moins un ingrédient contient de l'azote ;
- et un autre sert de sucre réducteur » (définition de l'article 3.e du règlement 1334/2008).

Les ingrédients utilisés peuvent être des denrées alimentaires et/ou des matériaux de bases non alimentaires.
Les arômes obtenus par traitement thermique  sont des arômes obtenus notamment par des réactions de glycation ou amino-carbonyles (fautivement nommées réactions de Maillard), le but étant de reproduire les réactions se produisant naturellement lors de la cuisson des aliments, afin d'en reproduire industriellement les odeurs. Les "arômes" obtenus par traitement thermique sont utilisés dans l'élaboration de certains produits industriels, tels que soupes, sauces, plats cuisinés, produits à base de viande, aides culinaires, biscuits et snacks salés…

### Arômes de fumée
C'est un « produit obtenu par fractionnement et purification d'une fumée condensée conduisant à des condensats de fumée primaires, des fractions de goudron primaires et/ou des arômes de fumée dérivés », tels que définis à l‘Article 3, points 1, 2 et 4 du règlement (CE) no 2065/2003 (Définition article 3.f du Règlement CE 1334/2008).
Utilisé pour réaliser des produits comme les saucisses, les sauces barbecue, chips goût fumé, etc.
Les arômes de fumée aujourd’hui utilisés en Europe sont dûment autorisés et listés au sein du Règlement (UE) no 1321/2013 assorti de leurs conditions d’emploi.
La Commission européenne a proposé aux États membres de ne pas renouveler l'autorisation des huit arômes concernés en raison des risques de génotoxicité.

### Précurseurs d'arômes
C'est un « produit ne possédant pas nécessairement lui-même de propriétés aromatisantes. Il est ajouté intentionnellement à une denrée alimentaire dans le seul but de produire un arôme par décomposition ou par réaction avec d’autres composants pendant la transformation alimentaire ; il peut être obtenu à partir de denrées alimentaires et/ou de matériaux de base non alimentaires « (Définition article 3.g du Règlement CE 1334/2008).
Il s'agit par exemple de glucides, d'oligopeptides et d'acides aminés, qui confèrent un goût aux denrées alimentaires par des réactions chimiques qui se produisent pendant la transformation de ces denrées.

### Autre arôme
C'est un « arôme ajouté ou destiné à être ajouté à des denrées alimentaires pour leur donner une odeur et ou un goût et qui n'entre pas dans le champ des définitions » précédentes (Définition article 3.h du Règlement CE 1334/2008).  
Il s’agit par exemple des mélanges obtenus en chauffant pendant une durée très courte, à une température extrêmement élevée, de l’huile ou de la graisse, ce qui donne une odeur de grillé.

## Qualificatif «naturel»
Un arôme peut être qualifié de naturel si et seulement si sa partie aromatisante est exclusivement composée de préparations aromatisantes et/ou de substances aromatisantes naturelles (article 16 du Règlement CE 1334/2008). 
Cependant, le terme « naturel » ne signifie pas nécessairement un arôme sans danger pour la santé ou dont la fabrication n'a pas eu recours à des transformations moléculaires. Le terme « arôme naturel » est par exemple utilisé pour indiquer la présence de glutamate monosodique qui serait toxique aux yeux de certains scientifiques.
Parmi ces trois appellations, l'arôme peut toujours être noté « arôme ».
À noter que sur les emballages des denrées alimentaires, les « arômes naturels de X » sont représentés par des photographies et les « arômes naturels X » par des dessins stylisés.

### Arômes naturels de X
Les « arômes naturels de X », où X est une source végétale ou animale ou issue d'une denrée alimentaire ou d'une catégorie de denrées alimentaires (par exemple fraise, orange, poivre), contiennent un minimum de 95 % (poids/poids) de la source mentionnée, et les 5 % restants doivent aussi être naturels et peuvent conférer à l'aromatisant une note fraîche, piquante, mûre ou verte plus importante, ou servir au besoin de la standardisation. La source X doit toujours être reconnaissable. Sur le produit fini, de tels arômes permettent de représenter graphiquement sur l'emballage la source mentionnée (exemple, une gousse de vanille sur l'emballage d'une glace à l’arôme naturel de vanille). Ainsi que d'étiqueter « arôme naturel de X ».

### Arômes naturels de X et autres arômes naturels
Les « arômes naturels de X et autres arômes naturels » sont fondés sur le même principe que précédemment, sauf que la source X a été mise à moins de 95 %, mais son goût est facilement reconnaissable.

### Arômes naturels
La mention « arômes naturels » indique un arôme où le goût des sources utilisées ne se reflètent pas dans l’arôme produit. Sur le produit fini, de tels arômes ne permettent pas de représenter graphiquement sur l'emballage les sources, d'où la mention sur l'étiquette « arôme naturel ».

## Chimie
Une multitude de composés entrent dans la composition des odeurs naturelles des aliments, ou dans les aromatisants :
- cétones : carvone, ionone, jasmone... ;
- aldéhydes : citral, benzaldéhyde... ;
- alcools : citronellol, 2-phényléthanol... ;
- esters : heptanoate d'éthyle... ;
- terpènes : limonène, géraniol... ;
- lactones : gamma-lactone, gamma-butyrolactone... ;
- acides : acide cinnamique, acide phénylacétique...

## Sécurité sanitaire des aliments
Le règlement 178/2002 dit du « droit alimentaire » a permis de mettre en place une approche intégrée de toute la chaîne alimentaire et ce à travers des dispositifs de protection renforcés du consommateur. Il définit l'analyse du risque, l'évaluation du risque et la communication sur le risque, ainsi que quatre obligations : sécurité des produits, conformité des produits, contrôle de la conformité des produits et traçabilité des produits. 
L'évaluation du risque est primordiale ; elle est assurée en France par l'Agence nationale de sécurité sanitaire de l'alimentation, de l'environnement et du travail (ANSES), en Europe par l'Autorité européenne de sécurité des aliments (EFSA) et dans le monde par le Comité mixte FAO-OMS d'experts des additifs alimentaires (JECFA). 
Ces organismes sont composés d'experts compétents et indépendants qui rendent des avis scientifiques à la demande des autorités ou en manière proactive qui peut être un support à la gestion du risque par les autorités compétentes.
En ce qui concerne la gestion du risque, le règlement 178/2002 met en place le principe de précaution (Article 7). C'est un cas particulier pour lequel l'évaluation scientifique révèle la possibilité d'effets nocifs, mais où il subsiste une incertitude scientifique. Il est alors possible d'adopter une mesure transitoire afin de maintenir un niveau élevé de protection de la santé, dans l'attente d'une évaluation plus complète du risque.
Le règlement 2232/96 a fixé les conditions d'évaluation des substances aromatisantes qui ont permis d'établir la liste positive des substances aromatisantes autorisées le 2 octobre 2012 (Règlement 872/2012 ou à l'Annexe I. A. du Règlement 1334/2008).   
Une liste positive signifie que tout ce qui n'est pas contenu dans la liste est interdit.  
Le danger peut venir de la nature puisque qu'à l'annexe III.A. du règlement 1334/2008 se trouvent la liste des principes actifs, des substances naturellement présentes dans les aliments, mais qu'il est interdit d'ajouter dans un arôme. Il s'agit de :
- l'acide agarique,
- l'aloïne,
- la bêta-asarone,
- la capsaïcine (principe piquant du piment),
- la coumarine (cannelle, fève Tonka),
- l'estragol,
- l'acide cyanhydrique (présent dans les noyaux d'abricot ou de pêche),
- l'hypéricine,
- la menthofurane,
- le méthyleugénol,
- pulégone (menthe),
- quassine,
- safrole (noix de muscade),
- teucrine A
- et de la thuyone (alpha et bêta).

Étant donné que ces substances existent naturellement dans les aliments, l'annexe III.B. répertorie les aliments contributeurs majeurs en donnant les doses maximales à ne pas dépasser selon l'application.